# 三星Galaxy W
Samsung Galaxy W是三星電子在2011年時所推出的智慧型手機。